# The Hafler Trio
The Hafler Trio è un gruppo musicale inglese composto da Andrew McKenzie, unico membro permanente del collettivo, e altri collaboratori.

## Storia del gruppo
Gli Hafler Trio vennero fondati nel 1980 da Andrew McKenzie, anche attivo nei Flesh e nei Death & Beauty Foundation, e Chris Watson, già membro dei Cabaret Voltaire. I primi album del gruppo erano fortemente sperimentali e rumoristi, vicini alla musica concreta e industriale. A partire dalla seconda metà degli anni ottanta, lo stile della formazione si avvicinò a un sound più ambientale e ipnotico. Il gruppo ha pubblicato diverse decine di album, fra cui delle collaborazioni con Adi Newton dei Clock DVA e B. J. Nilsen. Durante la metà degli anni novanta, Watson avviò una carriera solista.

## Discografia parziale
- 1984 – Bang an Open Letter
- 1985 – Seven Hours Sleep
- 1987 – Dislocation
- 1987 – A Thirsty Fish
- 1988 –  Intoutof
- 1989 – Ignotum Per Ignotius
- 1989 – A Bag of Cats
- 1991 – The Hafler Trio Play the Hafler Trio
- 1991 – Kill the King